# Test Hardwicka i Manleya
Test Hardwicka i Manleya – test wykonywany w stomatologii/pedodoncji pozwalający stwierdzić ogniska próchnicy początkowej. Na zęby nanosi się roztwór 0,1% czerwieni metylowej. Barwnik ten wykazuje żółte zabarwienie przy pH > 6,3 i czerwone przy pH 4,2. Dziecko płucze usta 1% roztworem glukozy i ponownie nanosi się barwnik, który uwidacznia miejsca demineralizacji szkliwa (próchnica początkowa).